# 蘇格蘭裔美國人
蘇格蘭裔美國人（Scottish Americans、Scots Americans） 是具有蘇格蘭血統的美國人。蘇格蘭-愛爾蘭裔美國人跟他們類似，但其祖先在抵達美國之前還在愛爾蘭停留了幾代。
18世紀蘇格蘭人開始大量向美國移民，1745年詹姆斯黨叛亂以及高地清洗之後速度加快。大規模的遷徙使得蘇格蘭部分地區人口為之一空，引發了高地清洗。這些移民一開始主要定居在南卡羅來納州和弗吉尼亞州，後來散佈到其他各州。

## 外部連接
- Scotland's Mark on America, by George Fraser Black, Ph.D. - 古腾堡计划
- Scottish Emigration Database （页面存档备份，存于）